# Алісія Сакрамоні
Алісія Сакрамон  (англ. Alicia Sacramone, МФА:/əˈliːʃə ˌsækrəˈmoʊni/, 3 грудня 1987) — американська гімнастка, олімпійська медалістка.

## Виступи на Олімпіадах
| Олімпіада  | Дисципліна       | Місце             |
| ---------- | ---------------- | ----------------- |
| Пекін 2008 | вільні врави     | 31 (кваліфікація) |
| Пекін 2008 | опорний стрибок  | 4                 |
| Пекін 2008 | колода           | 4 (кваліфікація)  |
| Пекін 2008 | абсолютний залік | 63 (кваліфікація) |
| Пекін 2008 | командний залік  | 2                 |